# Achimenes patens
Achimenes patens là một loài thực vật có hoa trong họ Tai voi. Loài này được Benth. mô tả khoa học đầu tiên năm 1840.

## Hình ảnh

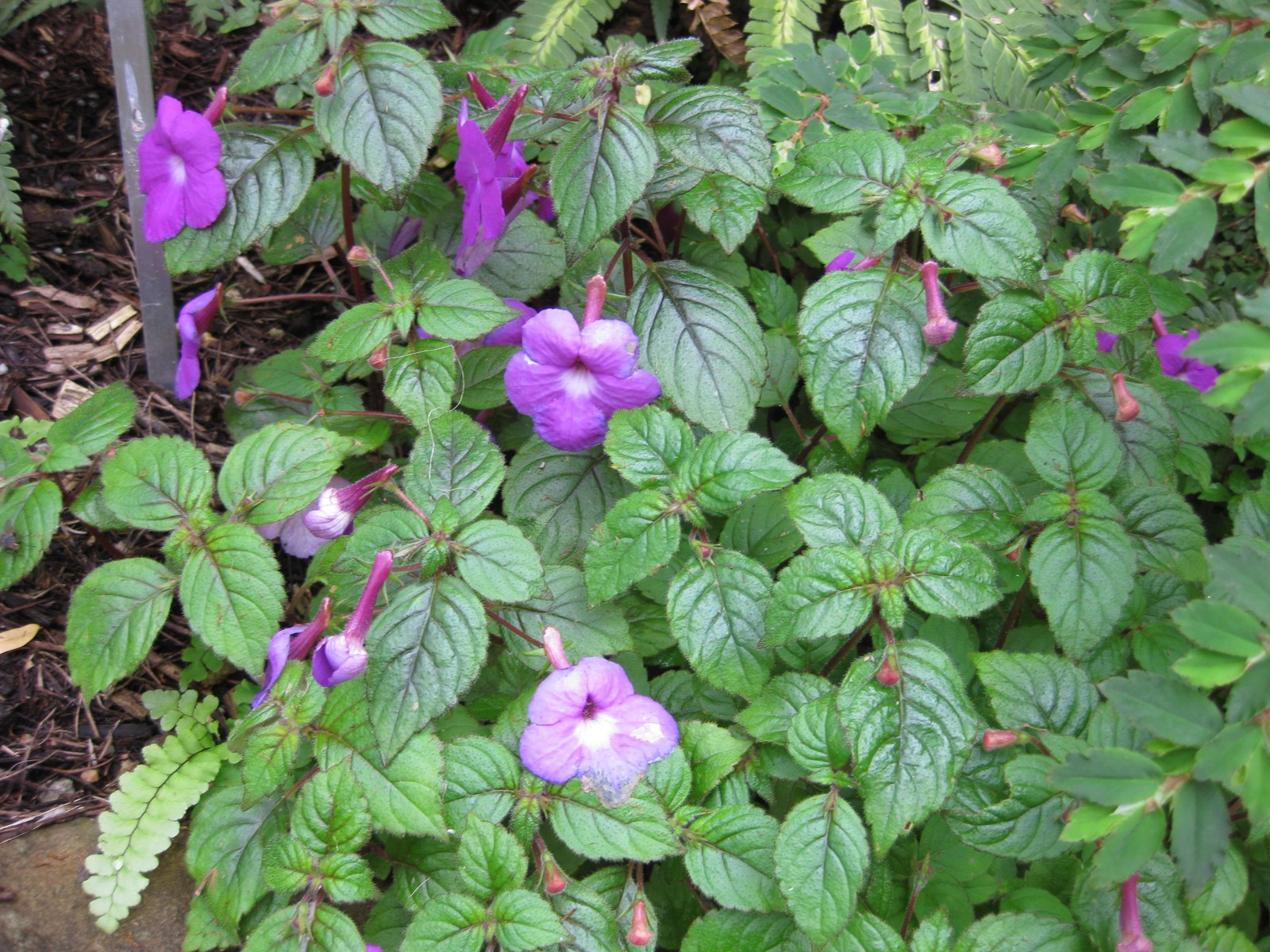
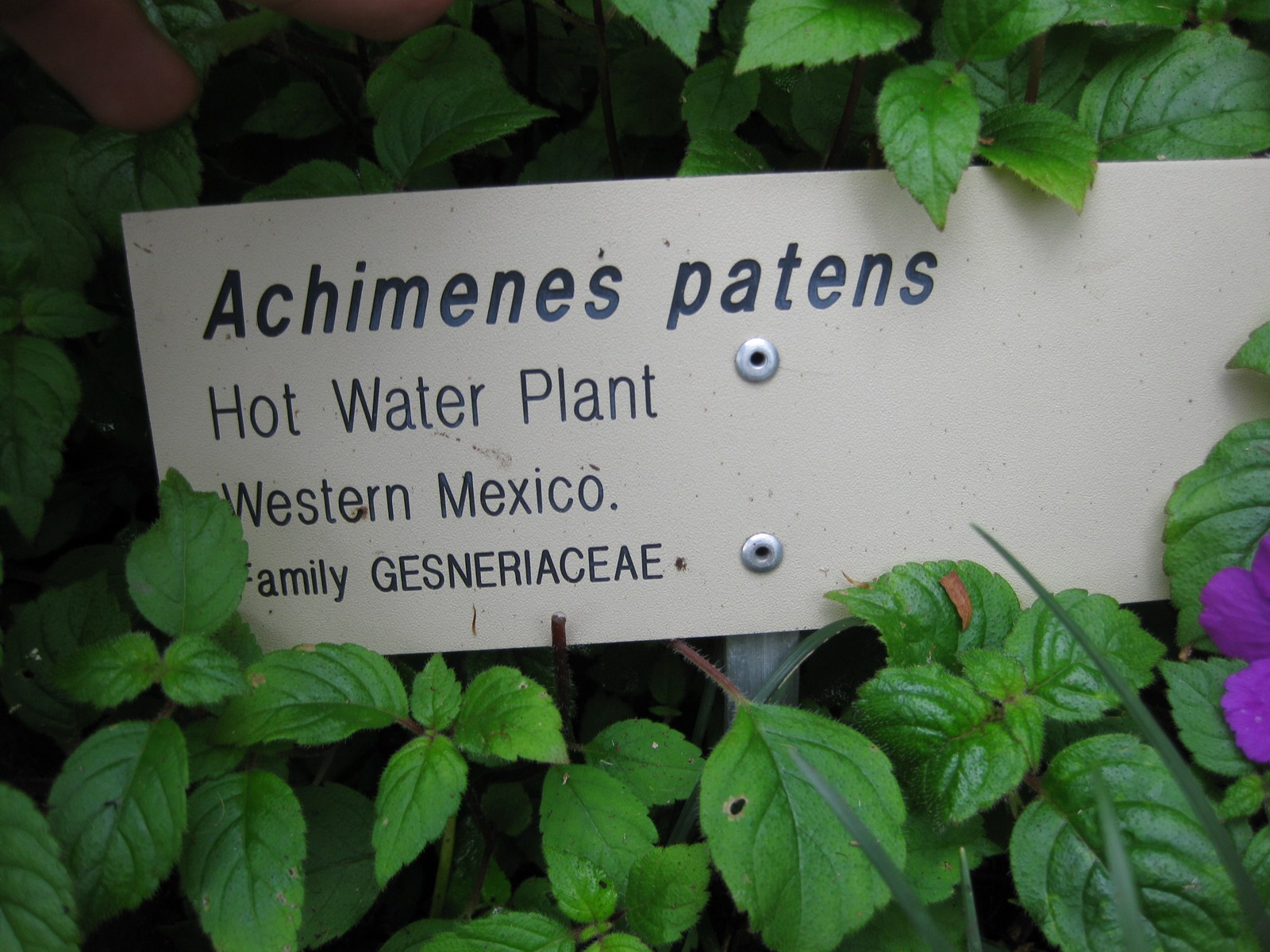